# Claytonia megarhiza
Claytonia megarhiza är en källörtsväxtart som först beskrevs av Samuel Frederick Gray, och fick sitt nu gällande namn av Charles Christopher Parry och S. Wats. Claytonia megarhiza ingår i släktet vårskönor, och familjen källörtsväxter.

## Underarter
Arten delas in i följande underarter:
- C. m. bellidifolia
- C. m. nivalis

## Bildgalleri

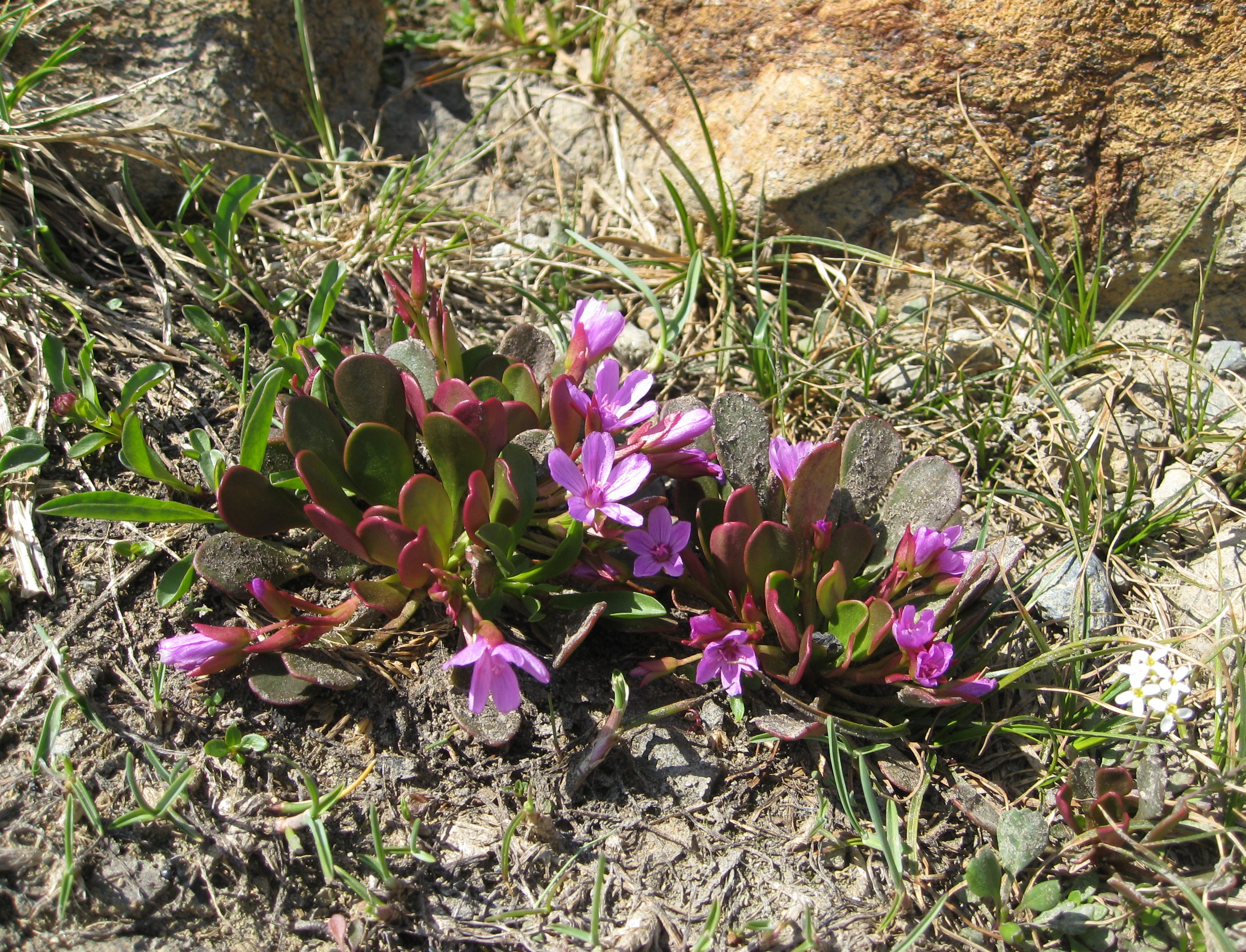
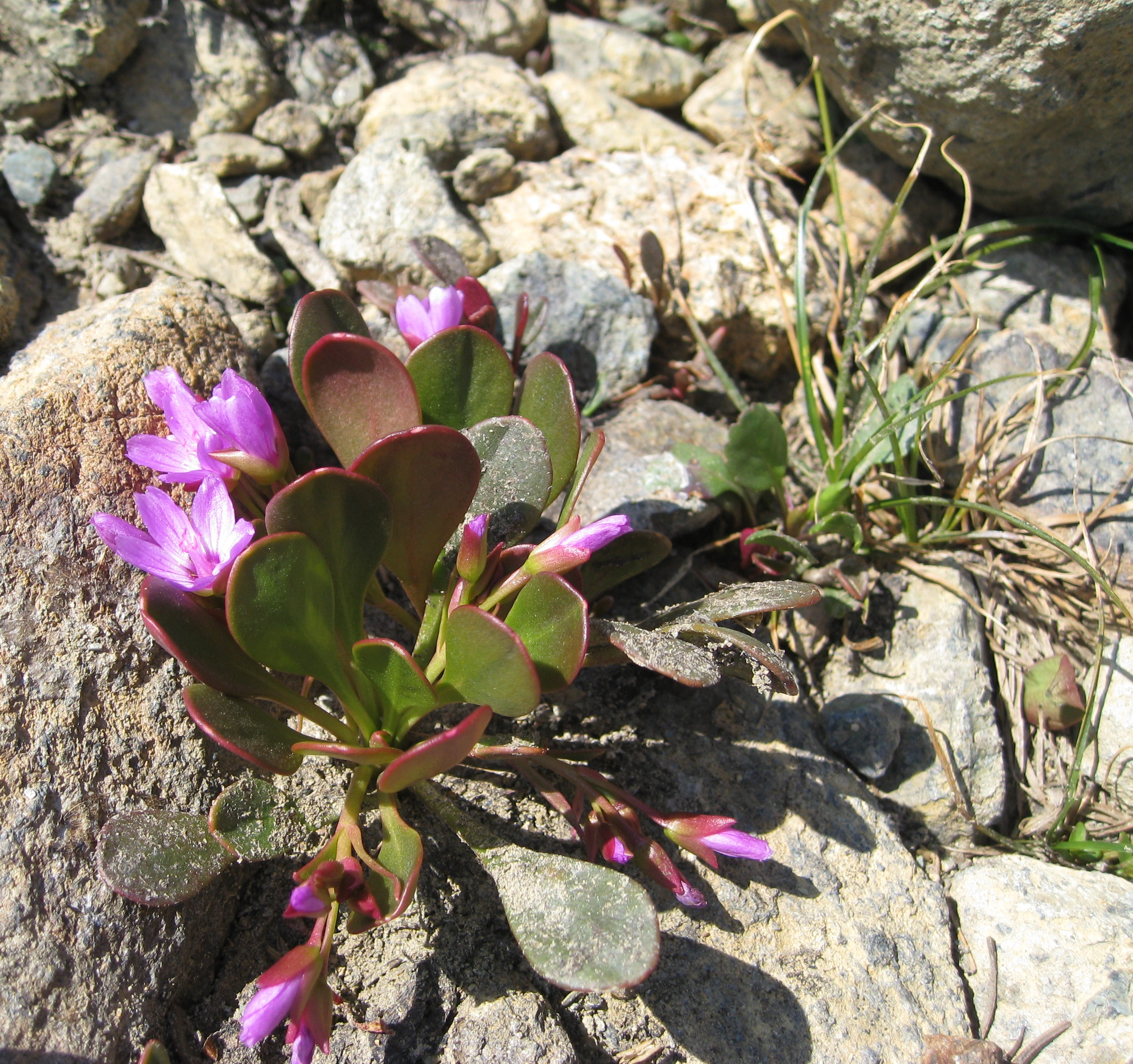
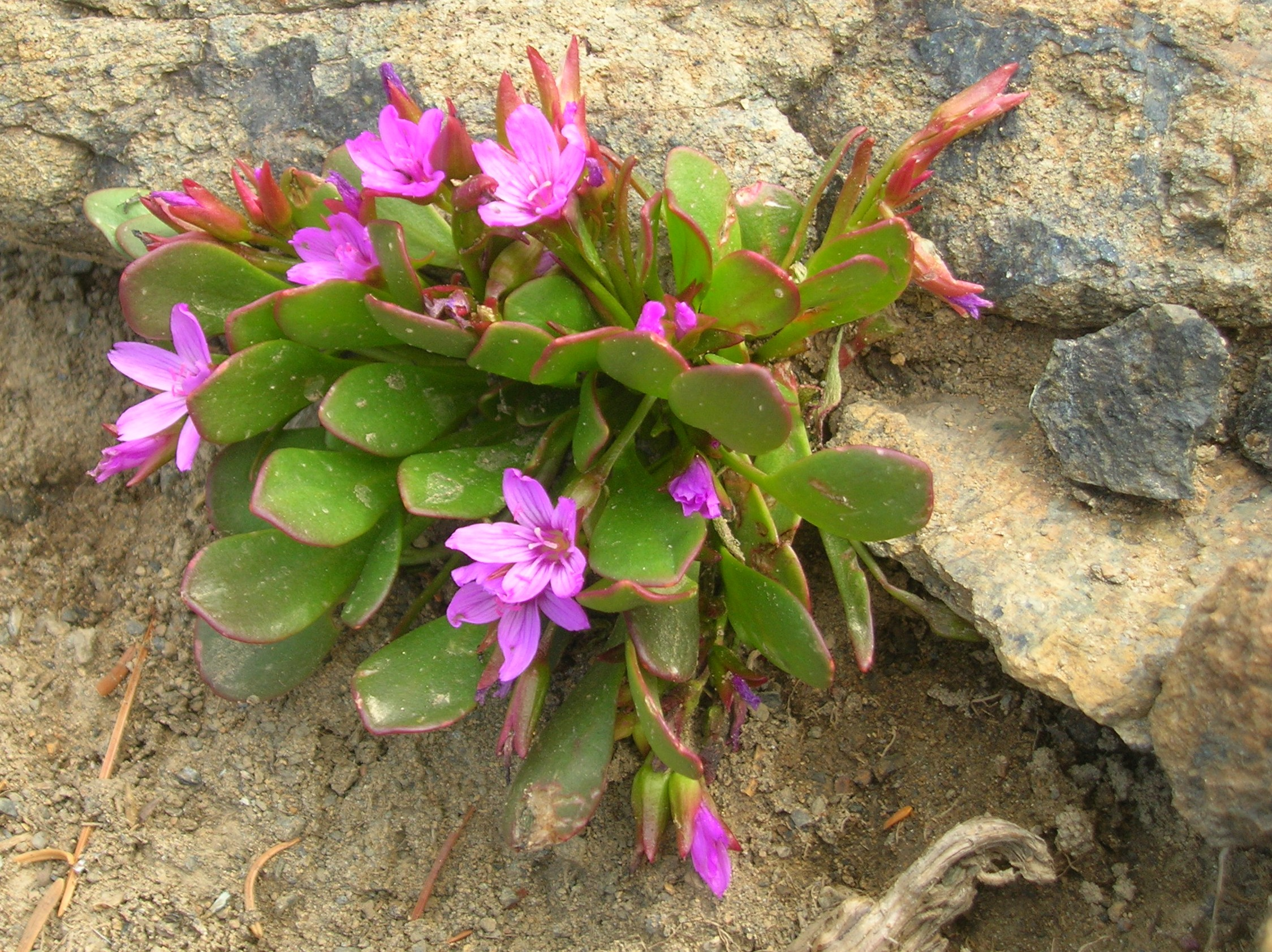
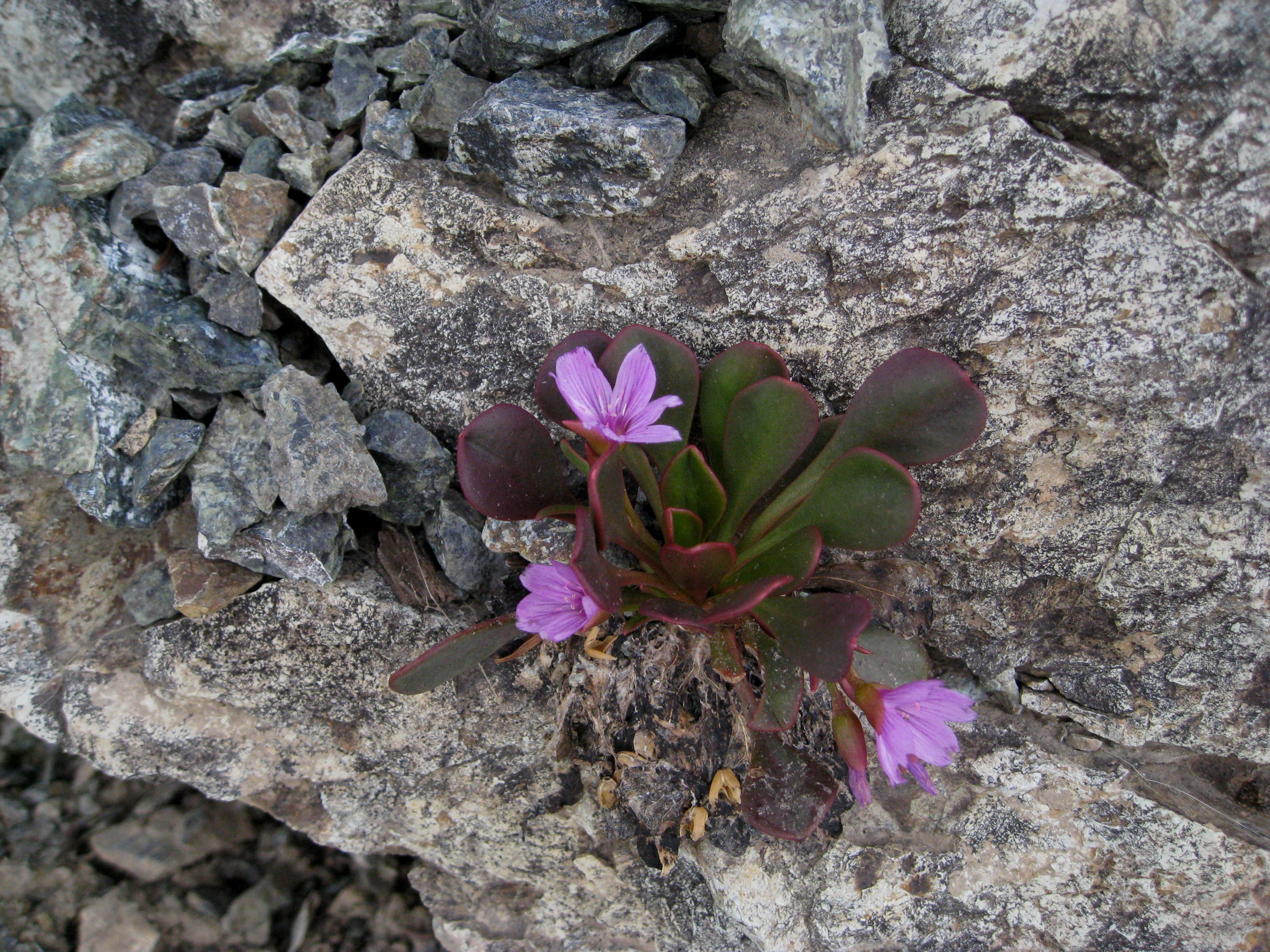
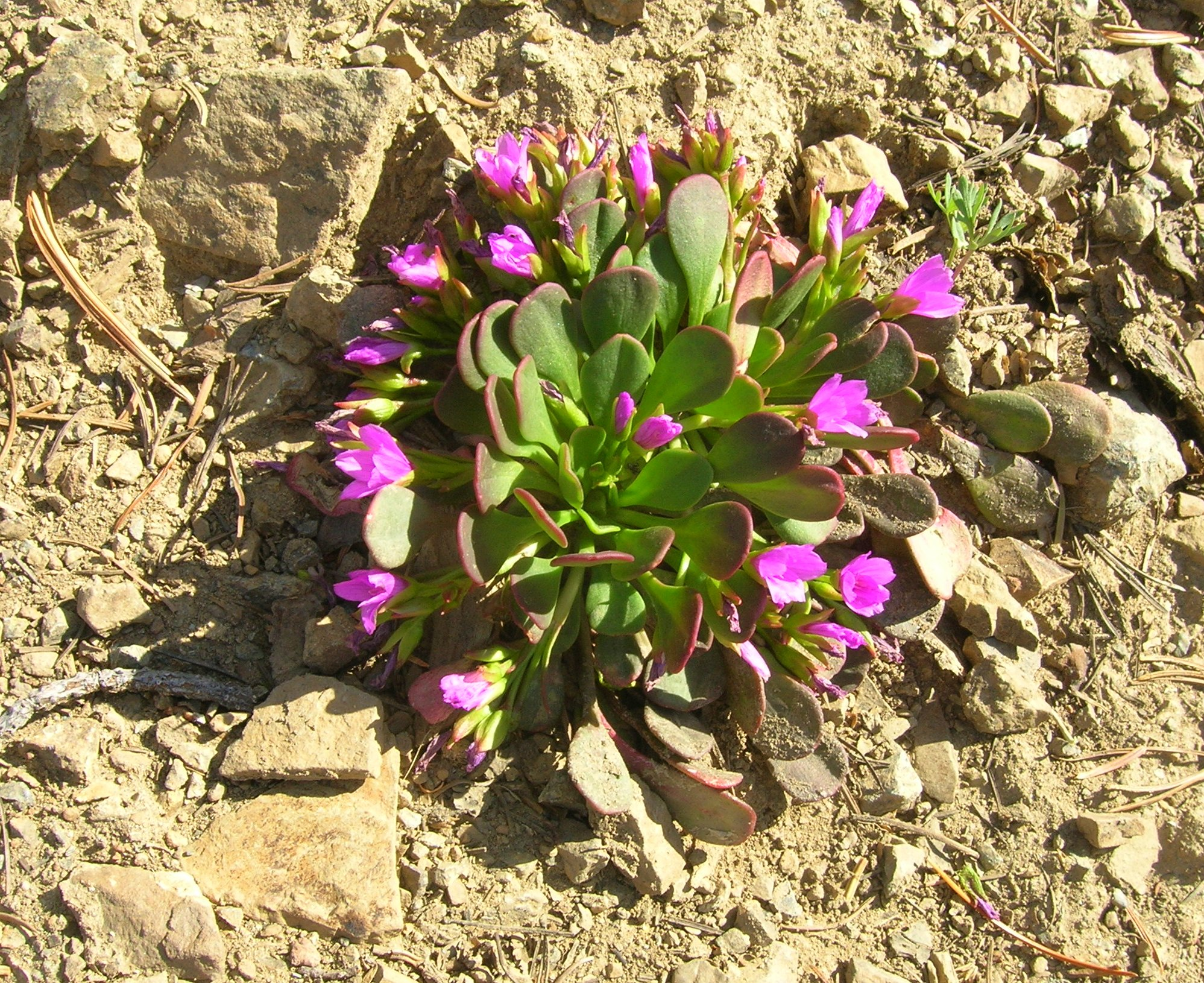
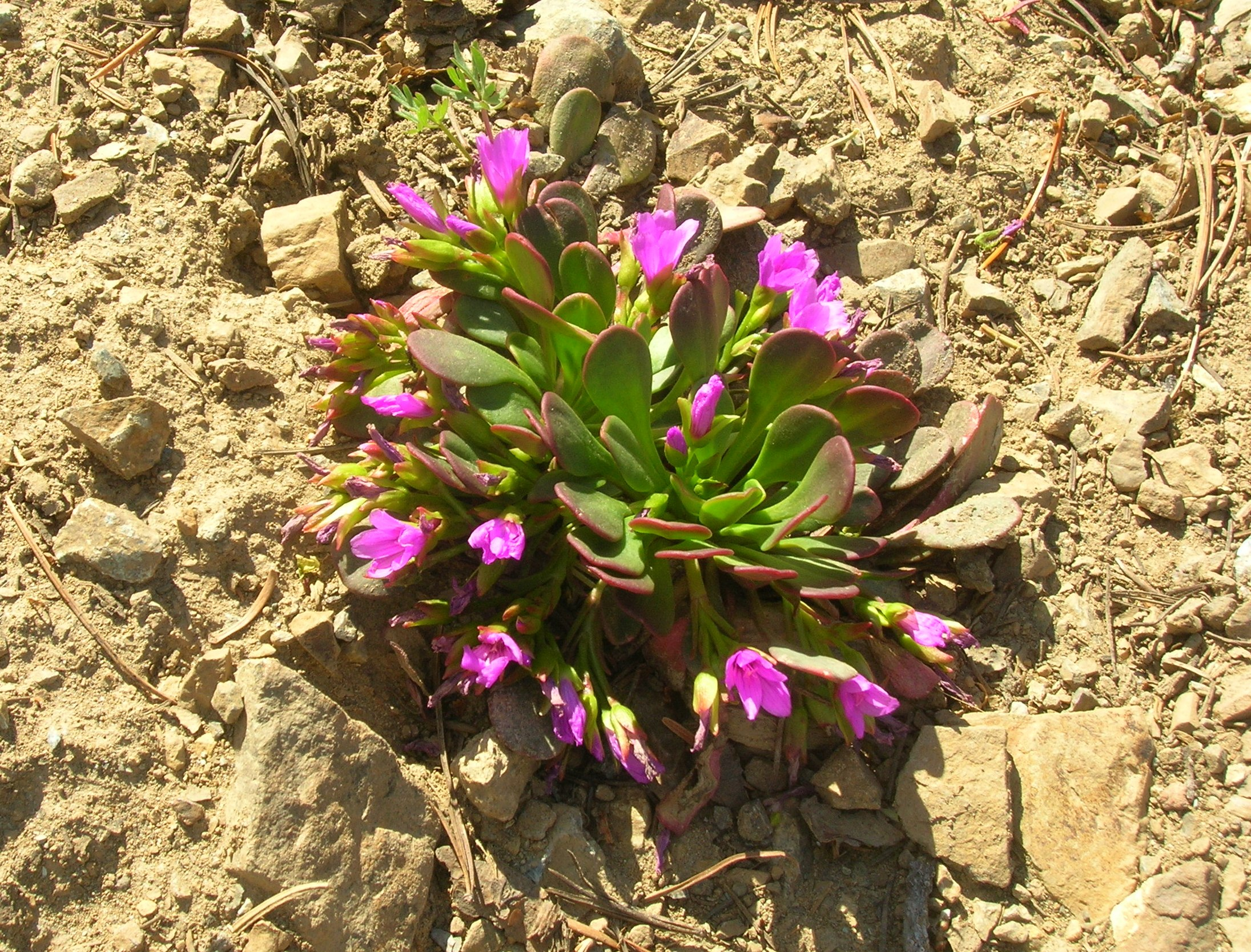